# Nintendo Switch system software
Системное программное обеспечение Nintendo Switch (также известное под кодовым названием Horizon) — представляет собой обновляемую прошивку и операционную систему, используемые игровой консолью Nintendo Switch. Его основная часть — главный экран, состоящий из верхней панели, средства просмотра скриншотов («Альбом») и ярлыков для интернет-магазина Nintendo, новостей и настроек.

## О системе
Nintendo опубликовала лишь ограниченную информацию о внутренних устройствах игровой консоли.
Операционная система Switch имеет кодовое название Horizon, это эволюция системного программного обеспечения Nintendo 3DS, она реализует собственную архитектуру микроядра. Все драйверы работают в пользовательском пространстве, включая драйвер Nvidia, который исследователи безопасности описали как «похожий на драйвер Linux». Графический драйвер имеет недокументированный тонкий слой API, называемый NVN, который «похож на Вулкан», но предоставляет большинство аппаратных функций, таких как профиль совместимости OpenGL с расширениями Nvidia. Все процессы пользовательского пространства используют рандомизацию компоновки адресного пространства и изолированы.
Nintendo приложила усилия к тому, чтобы системное программное обеспечение было как можно более минималистичным.
Несмотря на распространенные заблуждения об обратном, Horizon в значительной степени не является производным от кода FreeBSD или Android, хотя лицензия на программное обеспечение и усилия по обратному проектированию показали, что Nintendo использует некоторый код как в некоторых системных службах, так и в драйверах. Например, сетевой стек в операционной системе Switch, по крайней мере частично, получен из кода FreeBSD. Использование Nintendo сетевого кода FreeBSD является законным, поскольку оно доступно по разрешительной лицензии BSD.
Компоненты, полученные из кода Android, включают мультимедийную платформу Stagefright, а также компоненты графического стека, включая сервер отображения (полученный из SurfaceFlinger) и графический драйвер (по-видимому, получен из проприетарного драйвера Linux от Nvidia).